# Державний лад Швеції
Державний лад Швеції — державний лад Королівства Швеція визначається Конституцією та іншими основними законами, такими як Закон про форму державного правління, Положення про Риксдаг, Закон про престолонаслідування і Закон про свободу друку. Швеція має конституційну монархію. Шведська модель правління спирається на давні традиції.

## Конституція
Королівство Швеції має основний закон. Чинна Конституція Швеції набрала чинності 1 січня 1975 р., і складається з 3 актів:
- Форма правління,
- Акт про престолонаслідування і
- Акт про свободу друку (прийнятий 27 лютого 1974 р.).

Голова держави — король, котрий здійснює представницькі функції.

## Законодавча влада
Швеція має парламентську монархію та однопалатний парламент — Риксдаг, який походить від стародавньої судової системи германських племен, тінгів і виборів королів в епоху вікінгів. Уряд Швеції дотримується принципів парламентаризму (юридично з 1975 р., а фактично з 1917 р.).

## Виконавча влада
Виконавча влада представлена урядом Швеції, що складається з прем'єр-міністра та інших міністрів. Законодавча влада належить народному представництву (Риксдагові).
Головою держави є король або королева. Нинішнім королем Швеції з 1973 року є Карл XVI Густаф. Передача престолу у Швеції відбувається від попередників до спадкоємців обох статей. Найстарші історично достовірні відомості про монархію у Швеції виявлені в легендах про королівство свеїв, що відносяться до IX століття. Ці легенди містять опис подорожей християнського місіонера Ансгара в торговий центр держави свеїв — Бірку. Однак точні імена шведських королів відомі тільки з періоду близько 980 року.
Центральну владу в ленах представляє губернатор, котрий очолює спеціальне адміністративне бюро з 10 членів (5 призначаються урядом, 5 — ландстингом). Він контролює органи місцевого самоврядування — ландстинги в ленах і збори уповноважених у містах і сільських комунах. Ці органи обираються громадянами Швеції на 3 роки.

## Голова держави
Головою держави Королівство Швеція є монарх (король Швеції). Король є лише номінальним главою держави і не визнається очільником виконавчої влади, не призначає склад уряду чи прем'єр-міністра, не може відправити їх у відставку, не призначає суддів та представників шведської держави за кордоном, не володіє правом помилування. Король лише очолює спеціальний орган контролю за зовнішньополітичною діяльністю уряду (Консультативний зовнішньополітичний комітет), до якого входять видатні діячі депутатських груп (парламентських фракцій) Риксдагу, а тому цей орган є формою парламентського контролю за діяльністю уряду у сфері міжнародних відносин.
Король щорічно в жовтні відкриває сесії Риксдагу. Він головує на спеціальних засіданнях кабінету міністрів при його зміні, а також під час так званих інформаційних засідань кабінету, де члени уряду інформують його про поточні події в країні.
Хоча король і має найвище військове звання, проте Збройні сили Швеції підпорядковані тільки урядові Швеції.
Як голова держави він приймає вірчі грамоти від іноземних послів і підписує вірчі грамоти шведських послів. Згідно з новою Конституцією повноваження короля носять, в основному, представницький і церемоніальний характер. На прохання уряду король приймає глав інших держав і виїжджає з державними візитами в інші країни. Як правило, під час цих візитів короля супроводжують один або два члени уряду, які обговорюють питання політики, економіки та культури з представниками уряду приймаючої країни.
Король володіє недоторканністю, тобто не може бути притягнутий до відповідальності за свої вчинки згідно з кримінальним правом, однак йому може бути пред'явлений позов у суді відповідно до цивільного законодавства. Король зобов'язаний подавати декларацію про свої особисті доходи та майно і сплачувати податки, як і всі громадяни Швеції. Щороку Риксдаг вирішує, яка сума буде виділена королю для виконання його обов'язків. Члени королівської сім'ї мають право голосу, але за усталеною традицією утримуються від голосування на виборах.

## Судова влада
Судова влада гілка влади Швеції є незалежною. Судова система охоплює Верховний суд, 6 апеляційних судів, міські та окружні суди. Але є і спеціальні суди:
- з розділу майна,
- у земельних справах,
- поліцейські та інші суди адміністративної юстиції.

## Відповідальність за посягання на державний лад Швеції
Кримінальний кодекс Швеції в частині другій «Про злочини» не містить єдиної глави, яка б передбачала відповідальність за державні злочини. Злочини, об'єктом посягання яких є державний лад королівства, поміщені законодавцем в главах 18 «Про злочини, пов'язані з образою монарха» (заклики до заколоту з метою повалення існуючої форми правління силою зброї чи іншими насильницькими способами; напад на Короля, члена Королівської родини чи Регента; збройна загроза законному порядку — створення або підтримка існуючих незаконних військових формувань; незаконна військова діяльність (участь в незаконних військових формуваннях чи поліцейських організаціях); вчинення злочину проти громадянської свободи; ухилення від виконання обов'язків щодо оборони [королівства]), 19 «Про злочини проти безпеки королівства» (державна зрада; підбурювання до війни; зрадництво в переговорах з іноземною державою; самовільне ведення переговорів з іноземною державою; шпигунство; тяжке шпигунство; неправомірне поводження з секретною інформацією; тяжке неправомірне поводження з секретною інформацією; грубе необережне неправомірне поводження з секретною інформацією; незаконна розвідувальна діяльність (збирання військової чи іншої секретної інформації з метою передачі її іноземній державі); незаконне вербування [для військової чи іншої подібної служби в іноземній державі]; одержання іноземного сприяння (прийняття грошей чи інших матеріальних цінностей від іноземної держави з метою здійснити впливу на громадську думку таким чином, щоб порушити хоча б одну з основ існуючої форми правління), про що йдеться у главі 22 «Про зраду та інше».

## Участь у міжнародних організаціях
- ОБСЄ
- ООН

## Історія
У період раннього Середньовіччя влада короля була обмежена і зводилася в основному до функції командувача військами під час війни. Справжня політична влада належала «лагманові», який очолював різні провінції, що ще в XIII столітті були в більшості самостійними адміністративними одиницями. Однак за допомогою церкви центральна влада зміцнювалася. Це виразилося в другій половині XIII століття, коли були введені закони, загальні для всього королівства, так само як Велика хартія вільностей Магнуса Ерікссона, що замінила в 1350 р. закони окремих провінцій. Хартія Магнуса Ерікссона ввійшла у звід законів країни, що часто називають першою шведською конституцією. Вона містить приписи щодо виборів короля, а також завдань і повноважень його ради. У період Середньовіччя шведські королі мали виборними посади. Аристократія протягом XIV і XV століть отримала велику політичну владу в результаті свого впливу на вибори короля. Швеція ставала феодальною державою. Але до того, як її розвиток став таким, як і в інших країнах Європи шведські монархи намагалися зміцнити центральну владу за допомогою бюргерів і селян-землевласників. У XV столітті це призвело до створення Риксдагу (парламенту), що складався з представників чотирьох станів: знаті, духовенства, бюргерів і селян-землевласників. Під час правління Густава I Вази (1521–1560 рр.) монархія остаточно зміцнилася, і королівський трон став передаватися у спадщину. Це був час Реформації, коли король зробив себе главою шведської церкви, і управління країною стало вкрай централізованим уподобавши німецьку модель.

### Королівський абсолютизм

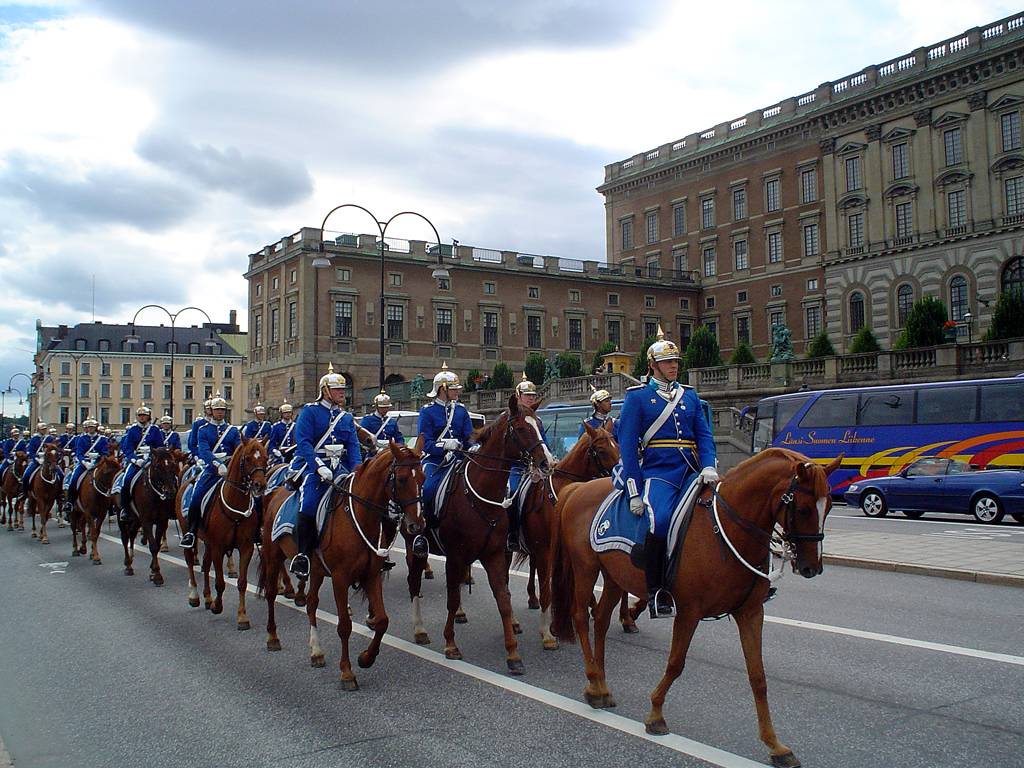
Гвардія короля у Стокгольмі

Як і в більшості європейських країн, в XVI і XVII століттях Швеція характеризувалися появою все більш ефективної та централізованої адміністрації. У військовому і міжнародному відношенні положення Швеції різко змінилося після того, як вона вступила в Тридцятирічну війну під час правління короля Густава II Адольфа (1611–1632 рр.). В результаті своїх військових успіхів Швеція стала великою державою і провідною державою північної Європи. Хоча Ріксрод (державна рада) у той час мав великий вплив — наприклад, під час царювання королеви Христини і короля Карла XI — влада короля ставала все більш необмеженою, і з 1680 р. король вже мав допис у титулі «Божою милістю всесильний правитель». Важливою віхою цього періоду була Конституція 1634 р., яку Ріксрод використав для захисту залишених у нього повноважень. Проте жоден з наступних монархів, таких як королева Христина (правління 1644—1654 рр.), Карл X Густав (правління 1654–1660 рр.) або Карл XI (правління 1672–1697 рр.) не вважав себе зв'язаним цією конституцією, і на сесії Риксдагу 1680 р. ця конституція була формально анульована і проголошена абсолютна влада короля. Державна рада була замінена Королівською радою, цілком підлеглою королеві.

### Густавське самодержавство
У густавський період (1772–1809 рр.) влада короля ще більше зміцнилася. Повне неприйняття Густавом III і Густавом IV Адольфом французької революції з її ідеями поділу влади, конституціоналізму й демократії стало причиною конфлікту з більшою частиною як аристократії, так і різночинців у Швеції. Це призвело до вбивства Густава III в 1792 р. у результаті змови групи дворян, фанатично чинивших спротив самодержавному правлінню короля. Поразка у війні проти Росії (1808–1809 рр.), коли була втрачена Фінляндія, призвела до державного перевороту, повалення Густава IV Адольфа і прийняття нової конституції.

### Монархія в Конституції 1809 року
Конституція 1809 р., що діяла до 1975 р. була четвертою в світі після конституції США, конституції Речі Посполитої та Франції (див. Французька конституція 1791 року). Вона була сформульована згідно з теорією Монтеск'є про поділ влади, з урахуванням конституційного розвитку Швеції. Король був єдиним правителем країни, але при ньому була Рада міністрів, який повинен був підписувати, тобто стверджувати всі їх рішення. Законодавча влада була поділена порівну між королем та Риксдагом, в той же час, як стягувати податки міг тільки Риксдаг.

### Перший Бернадотте
Після державного перевороту 1809 р., коли був повалений Густав IV Адольф, королем став його дядько, герцог Карл, який вступив на трон під ім'ям Карла XIII. Так як Карл XIII був старий і не мав дітей, необхідно було знайти йому наступника. Спочатку вибір припав на данського принца Карла Августа Аугустенбургського, але незабаром після прибуття до Швеції він помер, і в 1810 р. спадкоємцем шведського престолу був обраний французький маршал Жан Батист Бернадотте, який прийняв ім'я Карла Юхана. Однією з причин цього вибору було бажання вступити в союз з Францією та Наполеоном, в надії отримати підтримку останнього і відвоювати назад Фінляндію. Після свого прибуття до Швеції наслідний принц Карл Юхан фактично став королем держави. У 1812 р. він почав проводити зовсім іншу політику, приєднався до коаліції проти Наполеона, за Кільським мирним договором відвоював Норвегію у Данії і після недовгої військової кампанії змусив Норвегію вступити в унію зі Швецією в 1814 р. Унія проіснувала до 1905 р.
Прибуття Карла Юхана в Швецію стало також початком нової ери у внутрішній політиці. Тлумачення Конституції 1809 р. і практичні заходи, здійснювані в її рамках, більшою мірою носили відбиток особистих ідей і бажань короля протягом усього його правління (1818—1844 рр.).
Сам Карл Юхан зобов'язаний своєю кар'єрою французькій революції. Без неї він би не був дворянином, ніколи не піднявся б вище унтер-офіцерського чину. І все ж, незважаючи на своє походження і кар'єру, Карл Юхан важко терпів обмеження його влади, що записані в шведській конституції. Навіть під час перебування його наслідним принцом він діяв наперекір більш незалежним членам Ради.
Коли після смерті Карла XIII в 1818 р. він став королем, Карл XIV Юхан все частіше вибирав своїх міністрів серед лояльних бюрократів, які виконували його накази без заперечень. З часом він ставав усе більш самовладним. Колишній революціонер перетворювався на єдиновладного монарха старого стилю.

### На шляху до парламентаризму й демократії

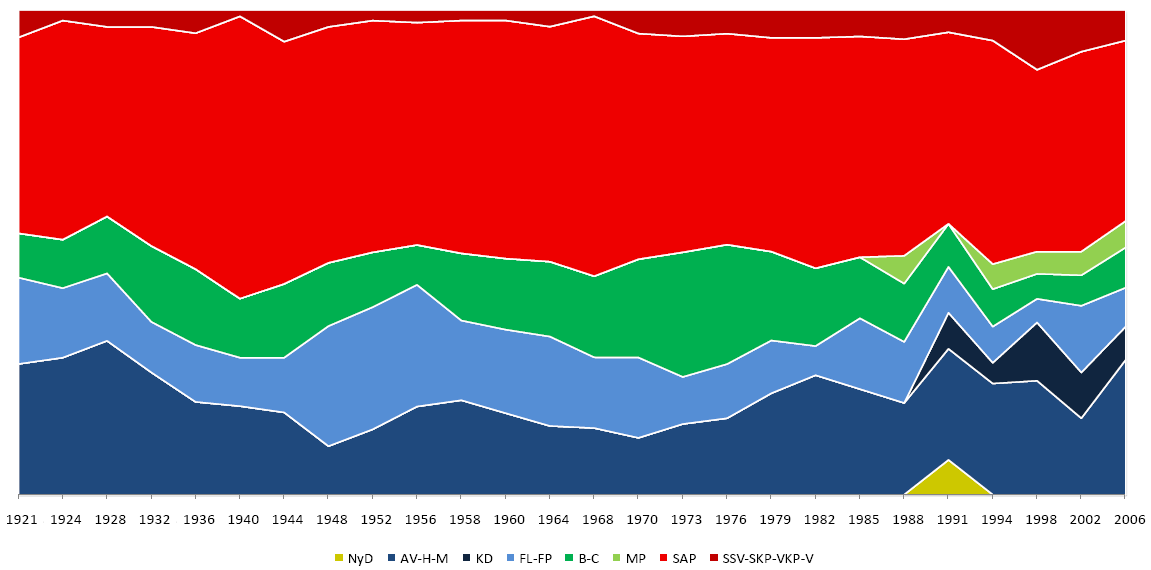
Доля політичних партій у Риксдагу (1944—2006 рр.)

З поширенням лібералізму в середині XIX століття почалася боротьба, пов'язана з питанням про особисту владу короля. З того моменту, як наслідний принц Карл прийняв правління в 1857 р. і до остаточної капітуляції Густафа V перед вимогами парламентаризму і демократії в 1918 р. боротьба за королівську владу була основною темою історії шведських монархів.
Попри те, що після департаментської реформи 1840 р. статус міністрів зміцнився (тепер кожен міністр очолював свій департамент), вони в основному залишалися службовцями короля протягом правління Оскара I (1844–1859 рр.). Він їх призначав, і вони політично залежали від нього. Рада як самостійний фактор влади грав підлеглу роль. Справжнього кабінету міністрів у повному розумінні цього слова при Оскарі I не було.
Ситуація змінилася під час правління Карла XV (1859–1872 рр.). З самого початку Рада виступала як єдине ціле і в багатьох випадках відігравала вирішальну ролю у шведській політиці. Наприклад, у таких життєво важливих питаннях як стосунки з Норвегією в період 1858–1860 рр. та допомога Данії у війні з Німеччиною в 1864 р.. Що стосується парламентської реформи 1866 р., то саме Рада і Риксдаг, а не король, формували шведську політику і в критичних ситуаціях ухвалювали остаточні рішення.
Оскар II (правив 1872–1907 рр.), навпаки, прагнув відігравати активнішу роль у керівництві розвитком, ніж його брат і попередник. За своєю ініціативою він зустрічався з провідними політиками та намагався чинити на них вплив в приватних бесідах. У своїх відносинах з Радою він намагався використати королівську владу для затвердження своєї думки при ухваленні політичних рішень.
Однак прагнення Оскара II затвердити свою особисту владу не увінчалися великим успіхом. Бо після реформи 1866 р., що означає скасування старого станового і створення нового двопалатного Риксдагу, Риксдаг ставав все сильніше і підтримував Раду проти короля.
Обмеження виборчого права і виборні цензи, записані в Акті про Риксдаг 1866 р. означали, що перша палата була форумом для поміщиків, великих чиновників, комерсантів і промисловців, а у другій палаті в більшості були селяни-землевласники.
Вимоги першої палати про посилення оборони країни і розширення державної адміністрації погано узгоджувалися з суворою економією і політикою, спрямованою проти субсидій, яку проводила друга палата, а також з її наполегливими вимогами скасувати поземельний податок. Політичне життя перетворювалася на окопну війну між палатами Риксдагу. Ініціативи короля, в більшості своїй консервативного характеру, що стосуються в основному питань переозброєння і підвищення зарплати державним службовцям, були зведені нанівець опозицією другої палати. Лише в 1890-і роки був знайдений компроміс і стало можливим вирішити проблему поземельних податків і оборони. Але за цим стояв вже не король, а його прем'єр-міністр. Влада вислизала з рук старіючого короля.
Зрештою Оскар II відступив у боротьбі за особисту королівську владу. Однак фінальна битва розігралася пізніше — в царствування його наступника, Густафа V.
Коли Густаф V став королем у 1907 р., він утримався від коронації і став першим некоронованим королем на шведському троні. Але цей його жест навряд чи можна вважати ознакою демократизації його поглядів. Це скоріше була реакція на пристрасть Оскара II до різного роду церемоній, оскільки Густаф V не любив брати участь у таких «спектаклях».
Але водночас він був готовий до боротьби за статус короля як такого. Перші десять років царювання Густафа V були відзначені його зусиллями затвердити особисту владу монарха. Конфлікт досяг своєї найвищої точки в 1914 р., коли Густаф V виголосив свою знамениту промову з балкона палацу.
Основним пунктом промови було питання про оборону країни. Король вимагав негайно ухвалити рішення про посилення збройних сил Швеції, в той час, коли ліберальний уряд, який прийшов до влади тому, що обіцяв роззброєння, хотів діяти поступово. На підтримку короля в питанні про збройні сили в лютому 1914 р. був організований так званий «селянський похід», у якому взяли участь понад 30000 селян з усіх кінців країни. Вони зібралися у дворі королівського палацу в Стокгольмі.
Але селянський похід сам по собі не був причиною гострої політичної кризи з наступною потім зміною уряду, розпуском Риксдагу і новими загальними виборами. Причиною була промова короля до селян, у якій він висловлював ті ж вимоги, що й вони, — негайно зміцнити збройні сили країни.
Промова короля була спробою застосувати позапарламентські методи для здійснення своєї волі в питанні оборони, не беручи до уваги законний уряд країни. Причиною конфлікту стало тепер не стільки питання оборони. А перш за все — це було питання про те, хто ж насправді керує країною — особисто король або уряд на чолі з прем'єр-міністром.
З сучасної точки зору, у світлі тлумачення Конституції, загальноприйнятої протягом багатьох десятиліть, король Густаф V перевищив свою владу, коли він виступив з цією промовою без згоди уряду. Однак до Першої світової війни шведська конституція відрізнялася від сучасної. У 1914 р. положення конституції, свідчило, що «король одноосібно керує державою», що не було порожньою фразою.
У зверненні до селян з балкона свого палацу Густаф V переконливо і майстерно виступав на захист особистої влади короля, і все ж, боротьба за королівську владу була приречена на поразку. Майбутнє належало демократії і парламентаризму.
Акція Густафа V легко могла призвести до подальших поразок. Вимоги зречення короля і проголошення республіки вже «носилися в повітрі». Але Густафа V врятувала сама проблема, у зв'язку з якою він зробив свою акцію — це оборона країни. Щодо ситуації в Європі він виявився більш проникливим, ніж провідні політики. У червні 1914 р. пролунав постріл в Сараєво. У серпні вибухнула Перша світова війна. Швеція оголосила мобілізацію, і питання оборони було вирішене в дусі єдності.
Однак одноосібна влада монарха «відійшла на другий план».
На виборах 1917 р. перемогли партії лівого крила, тобто ліберали і соціал-демократи. Густаф V повинен був ще раз визнати ліберальний уряд, цього разу в коаліції з соціал-демократами, які вперше ввійшли в уряд. Не без коливань допустив король в уряд представників даної партії, в програмі якої одним із пунктів було встановлення республіки.
Таким чином, парламентаризм здобув остаточну перемогу; з тих пір Риксдаг, а не король, вирішує, яким буде уряд Швеції. Після закінчення Першої світової війни в конституцію було внесено ряд поправок, ще більш послаблявших позицію короля, що означали остаточну перемогу демократичних сил.

### Демократична монархія
Незважаючи на поразку в боротьбі за особисту владу короля, Густаф V здобув любов народу під час свого правління (1907–1950 рр.). У роки Другої світової війни він був символом єдності нації. Це означає, що монархія своїм корінням сягає в особисту популярність короля.
Король Густаф VI Адольф суворо дотримувався правил щодо конституційної монархії, сформульованих під час його правління (1950–1973 рр.). Він більше ніж інші допоміг створити новий тип монархії — демократичну монархію.
Майже протягом усього царювання Густафа VI Адольфа йшла робота над новою конституцією, яка була прийнята в 1975 р. замість конституції 1809 р.. У період підготовки конституційної реформи ніхто не зіграв такої важливої ролі для збереження монархії у Швеції, як Густаф VI Адольф.
Є кілька причин, чому незважаючи на вимоги проголошення республіки, йому вдалося направити практично одностайну громадську думку на користь збереження монархії. Основною причиною цього були особисті якості короля.
Одним з факторів, що мали велике значення в цьому була широка освіченість Густафа VI Адольфа і його інтересів у галузях, що виходили за межі його власного «покликання». Наприклад, його ім'я користувалося глибокою повагою серед археологів.
Іншою властивістю особистості короля це його популярність, його природна невимушена манера спілкування з людьми. Зі скромності він уникав церемоніальних пишнот.
Великим внеском Густафа VI Адольфа в історію Швеції було те, що під час його правління він зумів трансформувати монархію згідно зі змінами в сучасному шведському суспільстві і таким чином створив умови для збереження монархії у Швеції та членів династії Бернадотів на шведському троні.

### Монархія в Конституції 1975 року
Положення конституції 1809 р., що регулювала обов'язки короля, починається зі слів: «Король одноосібно керує державою». Це його право було обмежено лише тим, що він був зобов'язаний консультуватися з Радою, яку він сам же і призначав.
Однак задовго до прийняття нової конституції 1975 р., процес перетворення Швеції в парламентарну і демократичну державу зробив право короля «одноосібно керувати державою» порожньою фразою.
Конституція 1975 р. вже починається зі слів: «Вся державна влада у Швеції походить від народу», і, відповідно, вся політична влада знаходиться в руках Риксдагу й уряду.
За новою конституцією обов'язки короля полягають у наступному:
- Король є главою держави.
- Він відкриває засідання Риксдагу кожен рік в вересні-жовтні.
- Він головує на спеціальних засіданнях кабінету міністрів при зміні уряду, а також під час інформаційних засідань кабінету, де члени уряду інформують його про поточні події в країні.
- Він є головою Консультативного зовнішньополітичного комітету, що обраний Риксдагом для консультацій між урядом і Риксдагом із зовнішньополітичних питань.
- Король має найвище військове звання. Однак збройні сили країни підкоряються тільки урядові.
- Як глава держави він приймає вірчі грамоти від іноземних дипломатів і підписує вірчі грамоти шведських послів.

Згідно з новою конституцією обов'язки короля носять в основному представницький і церемоніальний характер. На прохання уряду король приймає глав інших держав і виїжджає з державними візитами в інші країни. Як правило, під час цих візитів короля супроводжують один або два члени уряду, які обговорюють питання політики, економіки та культури, з представниками уряду приймаючої країни.
Король володіє недоторканністю перед законом, тобто не може бути притягнутий до відповідальності за свої вчинки згідно з кримінальним правом, однак йому може бути пред'явлений позов у суді відповідно до цивільного права. Король зобов'язаний подавати декларацію про свої особисті доходи та майно і платити податки, як і всі громадяни Швеції.
Щороку Риксдаг вирішує, яка сума буде виділена королеві для виконання його обов'язків. Члени королівської сім'ї мають право голосу, але за усталеною традицією утримуються від голосування.
З 1932 р. соціал-демократи були впродовж десятиліть найбільшою і впливовою правлячою партією. З яких було кілька довгострокових прем'єр-міністрів, такі як Таге Ерландера і Улоф Пальме. Партійне представництво у структурі парламенту змінилося в 1990-х рр. У 1988 р. вдалося Партії Зелениї потрапити в парламент уперше партії з 1921 року. На парламентських виборах у Швеції в 1991 році пішла партія Зелених з Християнсько-демократичною партією, вдалося новій демократії перетнути 4 % бар'єр до парламенту. З тих пір, парламент складався з цих партій. У той час як склад з інших партій змінився протягом 1990-х років. В останні роки лояльність виборців до певних партій іноді змінювалася, оскільки вони вважали за необхідне голосувати за свої старі партії, аніж за партію більшості.
Шведські парламентські партії та їх парламентські представники у 2010 році:

|  | Соціал-демократи: 113                |
|  | Помірна коаліція: 107                |
|  | Партія зелених: 25                   |
|  | Народна партія — ліберали: 24        |
|  | Партія Центру: 23                    |
|  | Шведські демократи: 20               |
|  | Християнсько-демократична партія: 19 |
|  | Ліва партія: 19                      |

### Новий акт про престолоспадкування
Згідно з нового Акту про престолоспадкування 1980 р., що замінив Акт 1810 р., шведський трон успадковується в порядку первородства, тобто трон успадковує старший з дітей короля і королеви, незалежно від її статі. Таким чином, принцеса Вікторія, яка народилася 14 липня 1977 р., є спадкоємицею шведського трону.